# Frederik Foersom
Frederik Foersom (13. juni 1805 – 4. maj 1854) var en dansk komponist og organist ved Vor Frue kirke i Odense fra 1836. Fra 1843 var han desuden musiklærer ved Katedralskolen og deltog ivrigt i byens musikliv. Han benævnes musikdirektør og var titulær krigsassessor og en tid (omkring 1842) overordnet befalingsmand i borgervæbningen. Han var søn af Peter Christian Foersom og bror til skuespilleren C. M. Foersom.

## Musik
- Rind nu op i Jesu navn (salme 1846)
- Rondolette (klaver 1854)
- Jubel-Cantate (ved farens 50 års organistjubilæum 1840)
- Introduction (orgel ved kgl. skuespiller C. M. Foersoms begravelse)
- Morgensang (To Sange ved en Skole-Examen)
- Reformations-Cantate (kor og orgel)
- Seiersmarsch (klaver)
- Sørge-Cantate (3-stemmigt mandskor)
- Syngeøvelser til Brug ved Sang-Undervisningen i Borger- og Almueskoler (1850)
- Din Skaal og min Skaal (sang med klaver)
- Rondo à la turca (klaver)
- Variations sur un theme original (klaver)